# Everything I Wanted
Everything I Wanted (Eigenschreibweise: everything i wanted) ist ein Lied der US-amerikanischen Singer-Songwriterin Billie Eilish, das am 13. November 2019 als Single veröffentlicht wurde.

## Inhalt
Der Liedtext handelt von einem Albtraum den Billie hatte und von ihrer Beziehung zu ihrem Bruder Finneas:

„Pretty much that whole song is about me and Finneas' relationship as siblings. We started writing it because I literally had a dream that I killed myself and nobody cared and all of my best friends and people that I worked with basically came out in public and said, like, “Oh, we never liked her.” In the dream, the fans didn’t care. The internet shit on me for killing myself, all this stuff, and it really did mess me up. I mean, the message behind the song is like […] my brother is my best friend, and I have these dreams and these things happen, and no matter what happens, he’s gonna always be there for me, and it’s the same the other way around.“

„In “everything i wanted” geht es um die Beziehung von Finneas und mir als Geschwister. Wir fingen an, den Song zu schreiben, weil ich wortwörtlich einen Traum hatte, in dem ich mich umgebracht habe und es niemanden gekümmert hat und all meine Freunde und Leute, mit denen ich zusammengearbeitet habe, kamen an die Öffentlichkeit und sagten Sachen, wie “Oh, wir mochten sie eigentlich nie”. Im Traum war es meinen Fans egal. Das Internet zerreißt sich das Maul über meinen Selbstmord und solche Sachen, das hat mich wirklich durcheinandergebracht. Ich glaube die Botschaft von “everything i wanted” ist, […] dass mein Bruder mein bester Freund ist, und ich diese Träume habe, in denen schlimme Dinge passieren, und egal was kommen mag, er wird immer für mich da sein und es ist genauso umgekehrt.“

## Musikvideo
Am 23. Januar 2020 folgte auf YouTube das Musikvideo.

„Dies ist das zweite Video, bei dem ich Regie geführt habe. Wir haben so hart gearbeitet, stundenlang und endlos. Ich liebe es, ich hoffe, ihr auch,“

sagte Billie Eilish auf Instagram.

## Kommerzieller Erfolg
In den US-amerikanischen Billboard Hot 100 debütierte das Lied in der Woche vom 23. November auf Platz 74. In der darauf folgenden Woche erreichte es den 8. Platz, was die Höchstposition blieb. Das Lied erreichte in den USA im Jahr 2020 Platz 18 der Jahrescharts.

### Chartplatzierungen
| ChartsChartplatzierungen       | Höchstplatzierung | Wochen |
| ------------------------------ | ----------------- | ------ |
| Deutschland (GfK)              | 9 (24 Wo.)        | 24     |
| Österreich (Ö3)                | 3 (21 Wo.)        | 21     |
| Schweiz (IFPI)                 | 2 (31 Wo.)        | 31     |
| Vereinigte Staaten (Billboard) | 8 (33 Wo.)        | 33     |
| Vereinigtes Königreich (OCC)   | 3 (26 Wo.)        | 26     |

| ChartsJahrescharts (2020)      | Platzierung |
| ------------------------------ | ----------- |
| Deutschland (GfK)              | 58          |
| Schweiz (IFPI)                 | 34          |
| Vereinigte Staaten (Billboard) | 18          |
| Vereinigtes Königreich (OCC)   | 29          |

### Auszeichnungen für Musikverkäufe
| Land/Region                  | Auszeichnungen für Musikverkäufe (Land/Region, Auszeichnung, Verkäufe) | Verkäufe  |
| ---------------------------- | ---------------------------------------------------------------------- | --------- |
| Australien (ARIA)            | 8× Platin                                                              | 560.000   |
| Belgien (BRMA)               | Platin                                                                 | 40.000    |
| Brasilien (PMB)              | 2× Diamant                                                             | 320.000   |
| Dänemark (IFPI)              | 2× Platin                                                              | 180.000   |
| Deutschland (BVMI)           | Platin                                                                 | 400.000   |
| Finnland (IFPI)              | 2× Platin                                                              | 80.000    |
| Frankreich (SNEP)            | Platin                                                                 | 200.000   |
| Griechenland (IFPI)          | 2× Platin                                                              | 40.000    |
| Kanada (MC)                  | 7× Platin                                                              | 560.000   |
| Italien (FIMI)               | Platin                                                                 | 70.000    |
| Malaysia (RIM)               | Gold                                                                   | 100.000   |
| Neuseeland (RMNZ)            | 4× Platin                                                              | 120.000   |
| Norwegen (IFPI)              | 2× Platin                                                              | 120.000   |
| Österreich (IFPI)            | 2× Platin                                                              | 60.000    |
| Polen (ZPAV)                 | 3× Platin                                                              | 150.000   |
| Portugal (AFP)               | 3× Platin                                                              | 30.000    |
| Schweden (IFPI)              | Platin                                                                 | 120.000   |
| Spanien (Promusicae)         | 2× Platin                                                              | 120.000   |
| Vereinigte Staaten (RIAA)    | 3× Platin                                                              | 3.000.000 |
| Vereinigtes Königreich (BPI) | 2× Platin                                                              | 1.500.000 |
| Insgesamt                    | 1× Gold · 47× Platin · 2× Diamant ·                                    | 7.800.000 |

Hauptartikel: Billie Eilish/Auszeichnungen für Musikverkäufe